# Alison Bartosik
Alison Bartosik   (Flagstaff, 20 d'abril de 1983) és una nedadora estatunidenca, ja retirada, especialitzada en natació sincronitzada que va competir durant la dècada de 1980.
El 2004 va prendre part en els Jocs Olímpics d'Estiu d'Atenes, on disputà dues proves del programa de natació sincronitzada. En ambdues, la prova per parelles, junt a Anna Kozlova, i la d'equips, guanyà la medalla de bronze.
En el seu palmarès també destaquen una medalla de plata i una de bronze als Campionat del Món de natació de 2003, dues medalles d'or als Jocs Panamericans de 2003.